# 蘭赫爾市 (特魯希略州)

蘭赫爾市（西班牙語：Municipio Rafael Rangel），是委內瑞拉的一個市，位於該國西部特魯希略州，首府設於貝蒂霍克，面積34平方公里，海拔高度122米，2001年人口18,014，人口密度每平方公里529.82人。